# Carl Déman
Carl Mikael Jörnvik Déman, född Déman 11 november 1992 i Fässbergs församling i Mölndal, är en svensk youtubare och röstskådespelare.

## Karriär
Déman slog igenom 2015 med parodier av Johan Falk, där hans hitlåt "Vafan" fick över 4 miljoner visningar. Han driver (2019) en Instagram-profil med över 500 000 följare, och är sedan 2017 en del av humortrion och YouTube-gruppen JLC. Trion vann 2017 Guldtuben i kategorin "Årets stjärnskott" och har sedan dess återkommande listats som en av Sveriges mäktigaste på sociala medier, enligt Medieakademins Maktbarometer. Démans eget Instagramkonto listades 2022 som det nionde mäktigaste. 
Déman gav 2019 ut boken Med livet som insats: min historia, där han beskriver hur han hamnat i men även lyckats lämna ett allvarligt spelberoende.

### Familj
Carl Déman är (maj 2024) bosatt i Mölndal tillsammans med sin hustru Sanna Jörnvik Déman och deras son (född 2020).

## Diskografi
- 2015 – God Jävla Jul
- 2015 – Vafan
- 2016 – Om Du E På
- 2016 – Tobbe